# Pollux et le Chat bleu
Pour plus de détails, voir Fiche technique et Distribution.
Pollux et le Chat bleu (Dougal and the Blue Cat) est un long métrage d'animation français de Serge Danot sorti en 1970. Il reprend les personnages de la série télévisée Le Manège enchanté.

## Synopsis
On retrouve Pollux et ses amis au Bois joli. Les habitants découvrent un nouvel arrivant, un Chat Bleu. Pollux se méfie de lui lorsqu'il découvre le plan fou du chat pour devenir le roi de l'armée bleue et détruire tous ceux qui ne sont pas bleus.

## Fiche technique
- Titre : Pollux et le Chat bleu
- Autre titre français : Le Manège Enchanté : Pollux et le Chat bleu
- Titre anglais : Dougal and the Blue Cat
- Réalisation : Serge Danot
- Mise en scène : Serge Danot
- Scénario : Serge Danot
- Assistant réalisateur : Claude Levet
- Dialogues : Jacques Josselin
- Production : L. Danot, J. Auclin
- Animation : Jean-Marc Cahier, Claude Levet
- Décors : J.P. Garreau, J.P. Liblanc
- Montage : S. Gerstemberg
- Opérateur : C. Giresse
- Technique : Marionnettes
- Musique : Joss Baselli
- Bruitages et effets sonores : E. Croix
- Enregistrement et mixage : J. Duval
- Société de Distribution : Valoria Films, LCJ Éditions et Productions
- Durée : 79 minutes
- Format : Couleurs (Eastmancolor)
- Dates de réalisation : 1969-1970
- Pays de priduction :  France
- Dates de sortie : 
  - France : 23 décembre 1970
  - Royaume-Uni : 23 juin 1972

## Distribution
- Christian Riehl : Pollux, Zébulon, Père Pivoine
- Nadine Legrand : Margote
- Paul Bisciglia : Le Chat Bleu, Flappy
- Pascale Priou : Azalée
- Christine Lefèvre : La Voix bleue
- Denise Bourel : Coralie, le Coucou
- Jean-Luc Tardieu : Jouvence, Pio
- Pierre Ferval : Le Train
- Jean Anneron : Ambroise, Basil